# Pachycephala rufogularis
El silbador gorjirrufo (Pachycephala rufogularis) es una especie de ave paseriforme de la familia Pachycephalidae.

## Distribución geográfica y hábitat
Es endémica del sudeste de Australia. Es muy similar en diversos aspectos al silbador de Gilbert, con el cual está relacionado: la zona habitada por el silbador gorjirrufo se encuentra solapada en gran parte del territorio donde habita el silbador de Gilbert. Las dos especies comparten el mismo hábitat, comportamiento y varios de sus cantos.